# 比薩拉比亞廣場

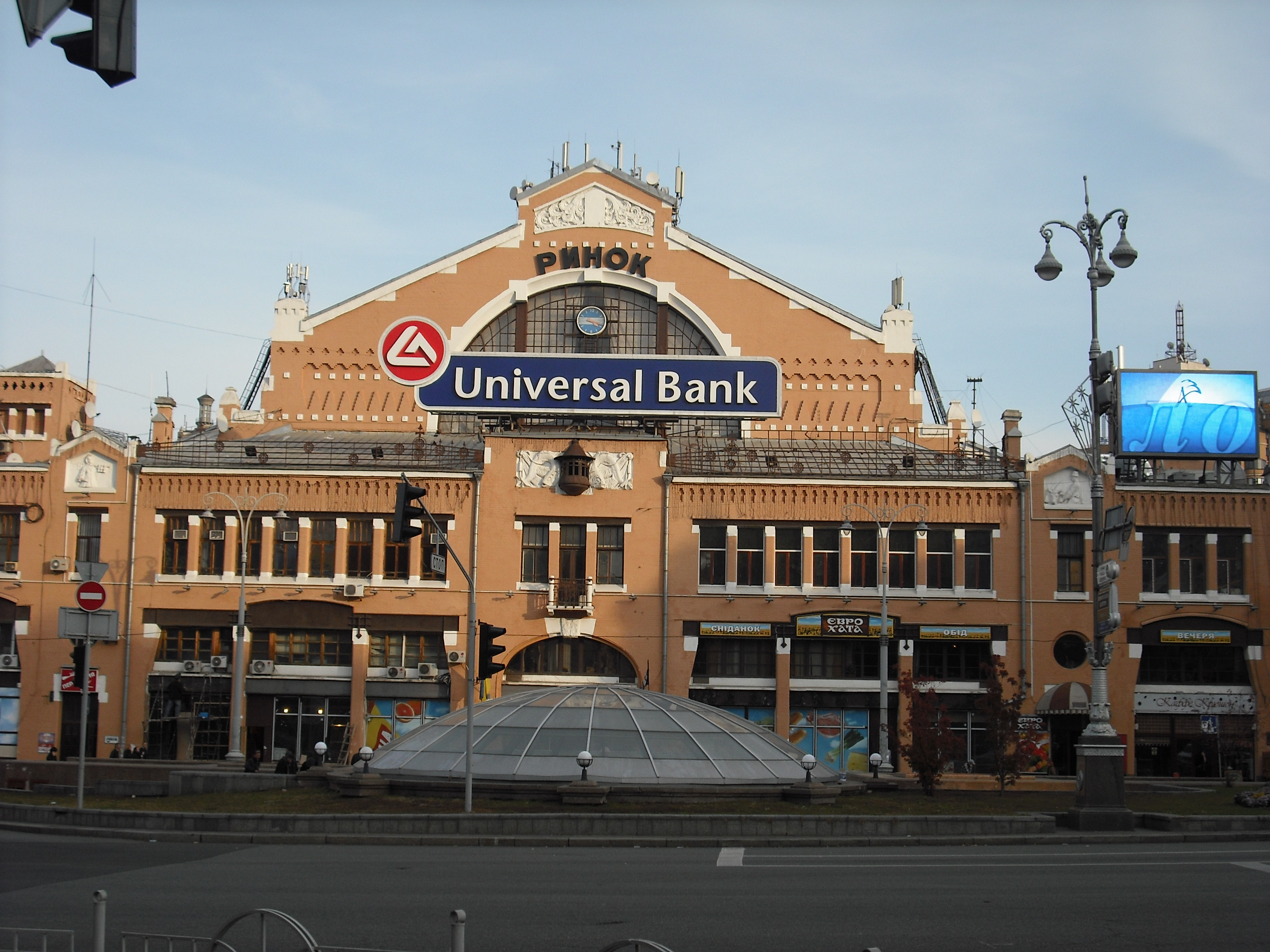
比薩拉比亞市場

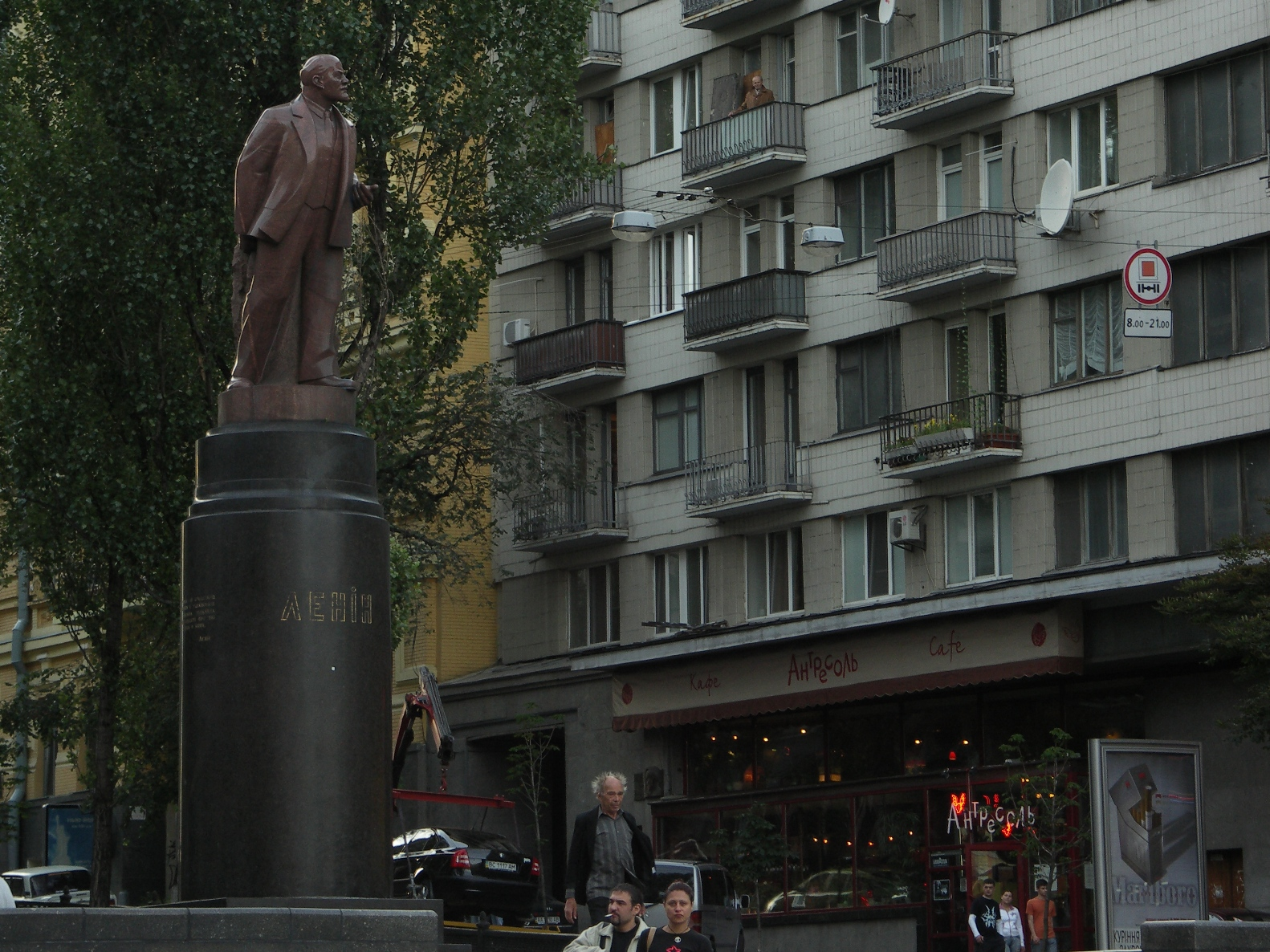
2013年被推翻的列寧銅像

50°26′32″N 30°31′14″E / 50.44222°N 30.52056°E
比薩拉比亞廣場（羅馬化：Bessarabska ploshcha）是烏克蘭首都基輔市中心的一個廣場，位於赫雷夏蒂克街南端、謝甫琴科大道東端、新瓦西里夫卡街北端及盆地街西北端。
1840年代以前，這裡是基輔城市的邊緣，有來自比薩拉比亞的移民販售貨物，廣場因而得名。這裡又因為鄰近基輔大學，又稱大學廣場。1869至1881年期間又曾以哥薩克酋長博格丹·赫梅利尼茨基為名。當時曾考慮把他的銅像安置在那裡，到1888年銅像卻樹立在上城區的索菲亞廣場。
1912年座落於廣場東部的比薩拉比亞市場落成。1946年落成的列寧銅像在2013年被拉倒，頭部被斬下來示眾。